# 報土寺
報土寺（ほうどうじ）は、東京都港区赤坂にある真宗大谷派の寺院。

## 概要
慶長19年（1614年）に永受法師による創建。山号は咲柳山（しょうりゅうざん）、寺号は報土寺（ほうどうじ）。
永受法師は越前の戦国大名・朝倉義景の末裔であり、義景が出陣の時に、いつも兜に入れていたと伝えられる「阿弥陀如来銅像」を携えて、この地に落ち延びたと伝えられている（なお、この像は現在も本堂に安置されている）。
境内には江戸時代の力士・雷電為右ヱ門、儒学者・井部香山、写真家・丸木利陽の墓や、野村文挙の碑などがある。また、港区の文化財である築地塀（練塀）や梵鐘などがある。
創建当初の所在地は、赤坂一ツ木大沢の里（現在の赤坂五丁目辺り）だったが、江戸幕府の用地取り上げにより、安永9年（1780年）三分坂下の台地に移転し現在に至る。